# یوردی تارس (بازیکن فوتبال)
یوردی تارس (انگلیسی: Jordi Tarrés؛ زادهٔ ۱۶ مارس ۱۹۸۱) بازیکن فوتبال اهل اسپانیا است.
از باشگاه‌هایی که در آن بازی کرده‌است می‌توان به باشگاه فوتبال سابادل، باشگاه ورزشی کیتچی، و باشگاه فوتبال هرکولس اشاره کرد.
وی همچنین در تیم‌های ملی فوتبال هنگ کنگ، زیر ۲۳ سال هنگ کنگ، و کاتالونیا بازی کرده‌است.